# Гюрджян, Акоп Маркарович
Ако́п Марка́рович Гюрджя́н (5 [17] декабря 1881, Шуша, Елизаветпольская губерния — 28 декабря 1948, Париж) — российский и французский скульптор.

## Биография

### Детство, начало творческого пути
Родился в Шуше в небогатой армянской семье, был шестым из восьми детей. После смерти родителей воспитывался старшим братом Грикором. Учился в местном реальном училище, преподавателем армянского языка, в котором работал известный армянский этнограф и археолог Ерванд Лалаян. В детстве Акоп начал лепить из глины и высекать из камня фигурки животных, зачастую в ущерб учёбе, чем вызывал недовольство близких.
В 1899 году Грикор устроил Акопа в частное училище Фидлера в Москве, в котором он учился до 1904 года. В Москве Гюрджян познакомился со скульптором Паоло Трубецким, позволившим ему работать в своей мастерской и помогавшим начинающему скульптору советами. В 1900 году земляк Гюрджяна Степан Агаджанян заметил его способности и посоветовал продолжить обучение в Париже.
После окончания училища Акоп переехал в Баку, где работал чертёжником, затем два года отбывал воинскую повинность в инженерном батальоне.

### Учёба и работа во Франции
В 1906 году Акоп Гюрджян женился на шушинке Айкануш Галумян и по настоянию её семьи поступил на медицинский факультет в Монпелье. К новой профессии он не проявил особого интереса и летом 1907 году переехал в Париж. Осенью Гюрджян поступил в академию Жюлиана. Здесь его преподавателями были Поль Ландовски, Рауль Шарль Верле и Анри Леон Гребер. За годы обучения Гюрджян был неоднократно премирован. Особое влияние на скульптора оказало творчество Огюста Родена, мастерскую которого он посещал.

### Возвращение в Россию
Осенью 1914 года после начала Первой мировой войны Акоп Гюрджян вернулся в Россию, где жил в течение последующих шести лет. Большую часть этого времени он провёл в Москве. В России он посещал Горького в Мустамяках и создал второй его портрет.
В 1915 году Гюрджян принял участие в выставке «Мир искусства», однако его работы не вызвали одобрения критики. В конце 1916 года он отправился в Тифлис, где провёл несколько месяцев.
Октябрьская революция застала Акопа Гюрджяна в Москве. В течение четырёх лет скульптор работал в тяжёлых условиях гражданской войны в России, когда в качестве официального искусства доминировала так называемая «монументальная пропаганда».

### Приезд во Францию
В начале 1921 года Гюрджян добился разрешения на выезд во Францию. Причиной (по крайней мере, официальной), стало опасение за судьбу оставленных за границей работ. Приехав в Париж, Гюрджян обнаружил действительно плачевное состояние своих работ: помещение мастерской было занято, а работы свалены в кучу, многие из них оказались в плохом состоянии или вовсе разбиты. Первое время скульптор поселился в Туре, затем вернулся в Париж, где занимался активной творческой деятельностью, зарабатывая преподаванием.
В конце сентября 1923 года по приглашению некой богатой американки Гюрджян отправился в Нью-Йорк для преподавания скульптуры. В США он испытывал трудности, вызванные прежде всего отсутствием заказов. Несмотря на это в марте-апреле 1924 года скульптору удалось устроить персональную выставку в Kingor Galery. Выставка прошла удачно, и оставшись ещё на несколько месяцев в США, Гюрджян продал несколько своих работ и получил заказ на создание барельефа.
Работы Гюрджяна становились всё более популярными, и в марте 1926 года он получил возможность организовать персональную выставку в одном из известных выставочных центрах Парижа — «Hotel Jean Charpentier», на которой представил около ста своих работ. Выставка имела успех, нашла широкий отклик в печати и позволила Гюрджяну поправить своё материальное положение. В 1925—1930 годах скульптор принимал участие в выставках французского, русского и армянского искусства в различных городах Франции, Бельгии и Японии.

### Франция (1927—1948)

«Голова негра». 1948 г. Гипс.

Последующий период жизни и творчества Акопа Гюрджяна был наиболее продуктивным. Именно в это время он создал многие свои лучшие произведения. Продолжала расти его популярность, он активно участвовал в выставках как во Франции, так и за рубежом. Работы Гюрджяна приобретались богатыми коллекционерами и некоторыми музеями.
На фоне успешной деятельности скульптора были и неудачи. Так, был отвергнут проект памятника воинам-армянам Первой мировой войны. После смерти Андраника Комитет по постановке памятника посчитал проект Гюрджяна слишком дорогим и отказал в его установке. Заказанный к 1937 году русской общиной Парижа памятник Александру Пушкину так и не был установлен.
С 1935 года у Гюрджяна развивалась стенокардия, которая впоследствии стала причиной его смерти. Болезнь прогрессировала, мешая художественной деятельности. В послевоенные годы из-за болезни Гюрджян почти не мог заниматься скульптурой, и большей частью рисовал. Последней работой Гюрджяна стала выполненная незадолго до смерти «Голова негра», на которой остались швы от кусковой формы.

## Творчество

### Ранние работы
В Государственной Картинной галерее Армении хранятся некоторые студенческие работы Гюрджяна. Среди них — гипсовый женский торс (1908—1909). К ранним работам скульптора можно отнести бюсты Аршака Чобаняна (1911), Максима Горького (1912), барельефы «Пахота» и «Армянские крестьянки», скульптура «Бегство» (1912), посвященная армяно-татарской резне 1905 года.
Творчество Гюрджяна в 1911—1912 годах ознаменовано большим влиянием Родена. К этому периоду относятся такие работы, как бюст Льва Толстого (1911), Маргариты Ширванзаде (1911), С. Меликова и А. Меликовой (оба 1912), И. Добровейна (1913). Работа над бюстом Льва Толстого продолжалась около четырёх лет, в 1913 году бюст был отлит в гипсе, а к 1914 году — в двух экземплярах в мраморе.
В последующих работах Гюрджян освободился от влияния Родена, у него появились также непортретные работы. К таким работам относятся «Спящий демон» и «Христос», сохранились также 4 эскиза к композиции «Сидящий демон». В это же время Гюрджян создал по заказу промышленника Кузнецова гарнитур для письменного стола. Из восьми предметов гарнитура сохранились подставка для лампы («Стремление к свету»), нож для бумаги и пресс-папье.

### Россия
Вернувшись в Россию, Гюрджян создал ряд портретных работ. Это — второй бюст Максима Горького (1914), который сам писатель называл своим лучшим изображением; небольшая статуэтка «Горький за работой»; бюсты Фёдора Шаляпина (1914 и 1916); портрет Сергея Рахманинова (1915), признанный одной из наиболее удачных работ скульптора. Три скульптуры, созданные к 1915 году, приняли участие в выставке в Москве. В Москве был также создан портрет композитора Александра Скрябина (1915).
Пребывая в Тифлисе, Гюрджян создал четыре портрета: Александра Ширванзаде, Андраника Озаняна, Гургена Хан-Сигнахского и Александра Мелик-Азарянца.

### Советский период
После установления Советской власти Гюрджян приступил к созданию памятника Михаилу Врубелю. На создание этого памятника скульптор потратил два года, однако, в 1919 году, когда памятник был почти готов, во время одной из холодных ночей он распался из-за отсутствия отопления в мастерской. Сохранился лишь снимок скульптуры плохого качества.
Гюрджян выполнил несколько станковых портретов, среди которых портреты Ваана Теряна и Анатолия Луначарского. В продолжение затронутого в 1910 году сюжета создается второй барельеф «Пахота», однако кроме сюжета эти работы практически не имеют ничего общего.

### Франция (1921—1926)
Первым произведением скульптора во Франции стал портрет Тиграна Келекяна (1921), не очень удавшийся мастеру. Вторая работа была более удачной, это — портрет коммерсанта Серопа Сваджяна (1921—1922). Гюрджян точно передал черты лица и характер Сваджяна, не смягчив детали. Однако, заказчик отказался принять эту работу, мотивировав отсутствием сходства.
Наиболее удачные женские портреты этого периода: портрет Сабатье (1923), Кричевской (1924), Акетаньер (1924). Первый портрет характерен тем, что модель изображена во весь рост, что необычно для творчества Гюрджяна. Стоит также отметить работу «Голова молодой русской девушки» (1925). Среди мужских портретов наиболее ярким является «Голова молодого человека» (1926).
Первое время пребывания Гюрджяна во Франции характерно относительно большим для этого скульптора количеством сюжетных работ: за этот период было создано около 25 таких композиций. Наиболее популярными сюжетами стали:
- танец (две скульптуры «Кавказский танец», 1922 и 1926; «Танец», 1922; и «Танго», 1925);
- спорт (скульптуры «Спорт» и «Бокс», 1923; скульптурная группа «Коррида», 1923);
- евангельский сюжет. Навеянная им скульптура «Pieta» — надгробный плач, выполнена в многих вариантах. С 1922 по 1939 годы скульптор выполнил множество работ на эту тему. Это были и барельефы, и круглые скульптуры, их размер колебался от 25 см до композиций в натуральную величину, использовались камень, терракота и дерево;
- передача определённого чувства («Молитва», «Отчаяние», «Безмятежность»);
- античная тематика (скульптуры «Победа», «Леда» и «Диана»). На «Победе» (1923) изображена богиня Ника, несущаяся на колеснице над облаками. По сути, эта монументальная композиция является почти барельефной; сам Гюрджян мечтал, что она будет высечена в шушинских скалах. На сюжет «Леда» были выполнены как барельеф, так и несколько круглых статуй. На барельефе «Дина» изображена крылатая богиня и олень;
- исторические и легендарные личности (скульптуры «Клеопатра», 1924; «Саломея», 1925).

Также Гюрджяном был выполнен проект памятника погибшим на Первой мировой войне армянским солдатам, который так и не был установлен.

### Франция (1927—1948)
В творчестве Гюрджяна 1927—1948 гг. можно выделить ряд новых направлений и сюжетов. За последние 20 лет жизни скульптор создал четыре «Головы негра»: 2 мужских и 2 женских портрета. Наиболее интересными из них являются «Голова негритянки с серьгами» (1929), выполненная в терракоте, и «Голова негра» (1948) — последняя работа скульптора. Хотя эти работы и были выполнены с натуры, однако скорее представляли собой не индивидуальные, а типовые образы.
Среди портретов стоит отметить портреты Георгия Якулова, Мартироса Сарьяна, Гарегина Овсепяна, Л. Карганова. В этих работах Гюрджяна был ярко выражен национальный характер и темперамент персонажей, его внутренние и внешние составляющие. К лучшим портретам Гюрджяна можно отнести также портрет актрисы Генриетты Паскаль (1933), работы «Неизвестная с повязкой на голове» и «Портрет неизвестной» (обе — 1930-е гг.).
Наиболее выразительной деталью портретов Гюрджяна являются глаза: скульптор использует разнообразные техники (от пустот и впадин до точно выполненных глаз с подкрашенными зрачками).
В эти годы Гюрджян создает также большое количество работ анималистического жанра, проявив себя замечательным анималистом. Это — изображения кошек, собак, обезьян и др.
В 30-е годы Гюрджян вновь затрагивает в своем творчестве ещё один жанр — ню. Известно шесть работ скульптора в этом жанре, выполненных за эти годы: «Молодость» (1933, гранит), «Молодость. Мысль» (1934, базальт), «Обнажённая на корточках — Кариатида» (1935, известняк), «Спящая» (белый камень), «Юность. Обнажённая с цветком в руке» (гипс), «Торс» (1939, гранит). Все эти работы объединяет отсутствие какой-либо идеализации женского тела, изображение его естественной красоты. Несколько особняком среди ню Гюрджяна стоит единственная мужская фигура — портрет танцовщика и балетмейстера Сергея Лифаря.